# فلاي ويليامز
فلاي ويليامز (بالإنجليزية: Fly Williams)‏ مواليد 18 فبراير 1953 في بروكلين، هو لاعب كرة سلة أمريكي معتزل. تم اختياره من قبل فريق فيلادلفيا سفنتي سيكسرز خلال الدرافت. حمل الرقم 35. يبلغ طوله 6 قدم 5 بوصة (2.0 م).

## روابط خارجية
- فلاي ويليامز على موقع سبورتس رفرنس (الإنجليزية)
- فلاي ويليامز على موقع كلية كرة السلة في سبورتس رفرنس.كوم (الإنجليزية)
- فلاي ويليامز على موقع ريلجم (الإنجليزية)
- فلاي ويليامز على موقع بروبوليرز (الإنجليزية)